# UFC 53
UFC 53: Heavy Hitters fue un evento de artes marciales mixtas celebrado por Ultimate Fighting Championship el 4 de junio de 2005 en el Boardwalk Hall, en Atlantic City (Nueva Jersey).

## Historia
El evento estelar contó con el combate por el campeonato interino de peso pesado entre el actual campeón Andrei Arlovski y Justin Eilers.
Esta fue la primera pelea de Forrest Griffin después de ganar el show de The Ultimate Fighter.

## Resultados
1. ↑  Por el Campeonato Interino de Peso Pesado de UFC.
2. ↑  Por el Campeonato de Peso Medio de UFC.